# Светска серија рагбија седам
Светска серија рагбија седам (енгл. World Rugby Sevens Series) је престижно такмичење у рагбију 7, које се одржава сваке године. Такмичењем руководи Светска рагби федерација. У досадашњој историји, највише успеха је имала рагби 7 репрезентација Новог Зеланда. Серија траје од децембра до јуна, а турнири се одржавају на 5 континената. Укупно има 10 турнира и на крају такмичења се сабирају бодови. Репрезентација која сакупи највише бодова осваја серију.

## Историја
Прва светска серија је одржана 1999. До сада су највише успеха имали Нови Зеланд, Јужна Африка и Фиџи.
- Светска серија рагбија седам 1999/00. Шампион Нови Зеланд
- Светска серија рагбија седам 2000/01. Шампион Нови Зеланд
- Светска серија рагбија седам 2001/02. Шампион Нови Зеланд
- Светска серија рагбија седам 2002/03. Шампион Нови Зеланд
- Светска серија рагбија седам 2003/04. Шампион Нови Зеланд
- Светска серија рагбија седам 2004/05. Шампион Нови Зеланд
- Светска серија рагбија седам 2005/06. Шампион Фиџи
- Светска серија рагбија седам 2006/07. Шампион Нови Зеланд
- Светска серија рагбија седам 2007/08. Шампион Нови Зеланд
- Светска серија рагбија седам 2008/09. Шампион Јужна Африка
- Светска серија рагбија седам 2009/10. Шампион Самоа
- Светска серија рагбија седам 2010/11. Шампион Нови Зеланд
- Светска серија рагбија седам 2011/12. Шампион Нови Зеланд
- Светска серија рагбија седам 2012/13. Шампион Нови Зеланд
- Светска серија рагбија седам 2013/14. Шампион Нови Зеланд
- Светска серија рагбија седам 2014/15. Шампион Фиџи
- Светска серија рагбија седам 2015/16. Шампион Фиџи
- Светска серија рагбија седам 2016/17. Шампион Јужна Африка

## Списак 10 турнира
- Турнир светске серије рагбија седам у Дубаију
- Турнир светске серије рагбија седам у Кејп тауну
- Турнир светске серије рагбија седам у Ваикату
- Турнир светске серије рагбија седам у Сиднеју
- Турнир светске серије рагбија седам у Лас Вегасу
- Турнир светске серије рагбија седам у Ванкуверу
- Турнир светске серије рагбија седам у Хонгконгу
- Турнир светске серије рагбија седам у Сингапуру
- Турнир светске серије рагбија седам у Паризу
- Турнир светске серије рагбија седам у Лондону

## Систем бодовања
- 15. место 1 бод
- 14. место 2 бода
- 13. место 3 бода
- 12. и 11. место 5 бодова
- 10. место 7 бодова
- 9. место 8 бодова
- 8. и 7. место 9 бодова
- 6. место 12 бодова
- 5. место 13 бодова
- 4. место 15 бодова
- 3. место 17 бодова
- 2. место 19 бодова
- 1. место 22 бодова

## Учесници
- Рагби 7 репрезентација Новог Зеланда
- Рагби 7 репрезентација Јужне Африке
- Рагби 7 репрезентација Енглеске
- Рагби 7 репрезентација Фиџија
- Рагби 7 репрезентација САД
- Рагби 7 репрезентација Аустралије
- Рагби 7 репрезентација Шкотске
- Рагби 7 репрезентација Канаде
- Рагби 7 репрезентација Аргентине
- Рагби 7 репрезентација Велса
- Рагби 7 репрезентација Француске
- Рагби 7 репрезентација Кеније
- Рагби 7 репрезентација Самое
- Рагби 7 репрезентација Русије
- Рагби 7 репрезентација Шпаније

## Индивидуални рекорди
Највише постинутих есеја
- Ден Нортон 272
- Колинс Инџера 246
- Сантијаго Кора 230
- Бен Голингс 220
- Сеабело Сенатла 203
- Тим Микелсон 192

Највише постинутих поена
- Бен Голингс 2652
- Томаси Кама 2026
- Ден Нортон 1359
- Колин Грегор 1345
- Сесил Африка 1322
- Уале Маји 1320

Највише наступа
- ДЏ Форбс 428 утакмица
- Колинс Инџера 373 утакмице
- Уале Маи 359 утакмица
- Бен Голингс 344 утакмице
- Френки Хорн 344 утакмице
- Џејмс Родвел 341 утакмица